# Wilhelm Engelhardt (Autor)
Wilhelm Engelhardt (* 10. Oktober 1851 in Möschwitz; † unbekannt) war ein vogtländischer Mundartautor. 

## Leben und Wirken
Er war der Sohn eines Bauern. Nach der Schule besuchte er von 1867 bis 1872 das Lehrerseminar in Plauen und war im Anschluss als Lehrer in Oberwiesenthal sowie in Schlettau und ab 1876 in Treuen tätig. Bekannt wurde er durch seine Dichtungen in vogtländischer Mundart.

## Schriften (Auswahl)
- Arnscht un Lust in vogtländischer Mundart, 1892.
- Fried'n a'f d'r Erd'. Eine Erzählung in vogtländischer Mundart. 1892.
- Dinn Meß millersch Oberstiebel. 1893.
- Der Eiselsdorfer Beesenreisigmah. Eine Erzählung in vogtländischer Mundart. 1898.